# 紀益麻呂
紀 益麻呂（き の ますまろ）は、奈良時代の貴族。氏姓は紀朝臣のち田後部。初名は益人。官位は従四位下・陰陽頭。

## 経歴
元は氏姓を持たず益人を名乗る、紀寺の奴であった。天平宝字7年（763年）以下理由により身分を見直して、良民とすべき旨を訴える。
紀袁祁臣の娘である粳売は木国氷高評（紀伊国日高郡）の内原直牟羅に嫁ぎ、身売・狛売の2人の娘を生んだ。急な事情があったので、私が手配して彼らを紀寺に住まわせ、寺の工人の食事を作らせていた。その後、持統天皇4年（690年）の戸籍（庚寅年籍）作成の際に、三綱が彼らを（本来良民とすべきところ）奴婢としてしまった。
そこで、経緯の調査および身分の判断を行うように勅令を受けて、御史大夫・文室浄三が調査を行ったところ、僧綱所にあった庚午年籍に以下の通り記載があった。
- 寺の賤民として、奴の太者並びに娘の粳売その子身売・狛売の名があった。
- 両親の何れかが奴婢でその子が奴婢となった場合は、理由が明示されるはずだが、太者とその子は理由の記載がなかった。

上記を受けて、①戸籍の根本である庚午年籍に従って賤民とすべき、②疑わしい場合は良民とすべき、の2つの意見が対立したため、浄三が天皇の裁決を仰いだ。天皇からは良民とすべき勅が出され、益麻呂ら12名が紀朝臣、真玉女ら59名が内原直の氏姓を与えられ、益麻呂を戸主として京の戸籍に編入された。これに対して紀伊保が勅令ではないと疑ったことから、孝謙上皇が文室浄三と参議・藤原朝狩を召して改めて勅の趣旨を聞かせた。
天平神護元年（765年）従六位上から三階昇進して従五位下に叙爵。陰陽員外介を経て、神護景雲元年（767年）二階昇進して正五位下・陰陽頭、神護景雲4年（770年）二階昇進して従四位下と称徳朝で順調に昇進を果たす。
光仁朝の宝亀4年（773年）庶人に落とされ、田後部 益人に改姓改名させられた。同時に天平宝字7年（763年）に解放された紀寺の賤民75名について、元の通り寺奴婢に戻されたが、益人のみ良民のまま身分を維持されている。これは、孝謙天皇時代の政治が光仁天皇によって見直されたからであると考えられる。

## 官歴
『続日本紀』による。
- 時期不詳：従六位上
- 天平神護元年（765年） 4月4日：従五位下
- 時期不詳：陰陽員外介
- 神護景雲元年（767年） 8月16日：正五位下（越階）。8月29日：陰陽頭
- 神護景雲4年（770年） 2月15日：兼伯耆介。7月20日：従四位下
- 宝亀4年（773年） 7月17日：為庶人、田後部益人に改姓改名